# 아삼어 위키백과

아삼어 위키백과는 아삼어로 운영되는 위키백과 언어판이다. 기호는 as이다.